# Riu Negre (Vietnam)
El riu Negre (en vietnamita, Sông Đà) és un riu asiàtic, principal afluent del riu Roig al qual accedeix pel marge dret. Igual que aquest, segueix un curs de NO cap a SE, des de la província xinesa de Yunnan fins a contribuir al delta del riu Roig, al Vietnam.
El riu Negre recorre 910 km, 527 d'ells al Vietnam. La seva conca és de 57.947 km2. Té un règim variable segons els monsons. Malgrat això la seva capacitat hidroelèctica és molt important. S'hi van projectar tres centrals hidroelèctriques, inaugurades en 1994, 2012 i 2016.